# Extensible Authentication Protocol
Extensible Authentication Protocol, nebo EAP, je autentizační framework nejčastěji používaný v bezdrátových sítích a Point-to-Point spojeních. Definován je v dokumentu RFC 3748, který vychází ze staršího RFC 2284 a aktualizace je v RFC 5247.
EAP je autentizační framework zprostředkující přenos a používání klíčů generovaných podle metod uvedených v RFC 3748. Je zde uvedeno mnoho metod, ale také vznikají nové návrhy různě přizpůsobených metod. EAP není síťový protokol, pouze definuje formáty zpráv. Každý protokol, který používá EAP definuje způsob zapouzdření v daném protokolu.
EAP má široké použití, například ve standardech IEEE 802.11 (WiFi) WPA a WPA2, kdy je v IEEE 802.1X přijato pět kombinací EAP s jinými protokoly, jako oficiální autentizační mechanismy. V současné době je definováno asi 40 různých metod.

## Metody
EAP je autentizační framework, nikoliv samotný autentizační mechanismus. Zajišťuje některé obecné funkce a sjednání autentizačních metod, které se nazývají metody EAP. Je definováno okolo 40 metod. Mezi metody definované v IETF, součást RFC, patří EAP-MD5, EAP-OTP, EAP-GTC, EAP-TLS, EAP-IKEv2, EAP-SIM, EAP-AKA a EAP-AKA'. Běžně používané moderní metody schopné pracovat v bezdrátových sítích jsou EAP-TLS, EAP-SIM, EAP-AKA, LEAP a EAP-TTLS. Požadavky na EAP metody používané pro autentizaci v bezdrátových LAN jsou popsány v RFC 4017.
Norma také popisuje požadavky pro správu klíčů AAA, které jsou obsaženy v RFC 4962.

### LEAP
Light Extensible Authentication Protocol (LEAP) je proprietární EAP metodou vyvinuté firmou Cisco Systems předcházející k IEEE bezpečnostnímu standardu 802.11i. Mezi vlastnosti LEAP patří dynamické WEP klíče a vzájemné ověřování (mezi bezdrátovým klientem a RADIUS serverem). LEAP často provádí opětovné ověření, kde při každém úspěšném ověření získá nový WEP klíč (spoléhá se na to, že klíč WEP nikdo nedokáže odhalit). Je možnost LEAP nakonfigurovat tak, aby používal TKIP místo dynamické WEP.
Dodavatelé třetích stran pro podporu LEAP používají Cisco Compatible Extensions Program.

### EAP-TLS
EAP-Transport Layer Security (EAP-TLS), definovaný v RFC 5216, kompatibilní s většinou wifi zařízení. Bezpečnost TLS protokolu je silná, za předpokladu, že uživatel rozumí potenciálnímu varování před falešnými údaji. Používá
PKI pro zabezpečení komunikace s RADIUS serverem nebo jiným. I když zabezpečení EAP-TLS je dobré, tak ale jeho Achillovou patou může být režie certifikátů na straně klienta.
EAP-TLS je původním, standardním wireless LAN EAP autentizačním protokolem, ačkoli je jen zřídka nasazen, je stále považován za jeden z nejbezpečnějších EAP standardů, s všeobecnou podporou většiny výrobců wireless LAN hardwaru a softwaru. Pro svou funkci potřebuje privátní klíč klienta (právě požadavek pro klientův klíč je jedním z důvodu malého nasazení). Výhodou ale je, že případně prozrazené heslo je pro útočníka zbytečné bez klientova privátního klíče. Pro vyšší zabezpečení privátního klíče se používá uložení tohoto klíče na čipovou kartu. Ta zajistí těžší odcizení privátního klíče, protože by se tato karta musela odcizit fyzicky. EAP-TLS je nativně podporován v systémech Mac OS X 10.3 a vyšší, WPA supplicant, Windows 2000 SP4, Windows XP a vyšší, Windows Mobile 2003 a vyšší a Windows CE 4.2.

### EAP-MD5
EAP-MD5, definováno v RFC 3748.Nabízí pouze minimální zabezpečení, protože MD5 hashovací funkce je citlivá na slovníkové útoky a nepodporuje generování klíčů, které jsou nezbytné pro použití dynamického WEP nebo WPA/WPA2. EAP-MD5 se od ostatních EAP metod liší tím, že poskytuje ověření jen EAP serveru, ale ne vzájemnou autentizaci, z toho vyplývá, že je tato metoda citlivá na útoky man-in-the-middle.

### EAP-PSK
EAP-PSK, definováno v RFC 4764, je metoda pro vzájemnou autentizaci relace s použitím Pre-Shared Key (PSK). Pokud je autentizace úspěšná, zprostředkuje zabezpečený komunikační kanál. Tato metoda je určená pro autentizaci přes nezabezpečené sítě jako IEEE 802.11.
EAP-PSK je popsán v experimentálním RFC, která poskytuje lehké a rozšířené EAP metody, které nevyžadují žádnou kryptografii veřejných klíčů.

### EAP-TTLS
EAP-Tunneled Transport Layer Security (EAP-TTLS) je to rozšíření TLS. Vyvinutý v Funk Software a Certicom. Široce podporován mezi platformami, ale zatím nemá nativní podpora pro Microsoft Windows, potřebuje tedy instalaci extra programů jako například SecureW2.
EAP-TTLS nabízí velmi dobré zabezpečení. Klient si může zaregistrovat svůj privátní klíč u certifikační autority. Zjednoduší to nastavovací proceduru o to, že se certifikát nemusí instalovat pro každého klienta.
Poté co je server pro klienta bezpečně ověřen certifikační autoritou (CA), případně i klient je ověřen certifikátem u serveru, vytvoří se zabezpečené připojení ("tunel") pro autentizaci klienta. Nyní je možné provést autentizaci pomocí ověřovacího protokolu, celý přenos bude probíhat přes zabezpečený tunel, takže všechny údaje jsou zašifrované. To zabrání odposlouchávacím a man-in-the-middle útokům.
Existují 2 verze EAP-TTLS: originální EAP-TTLS (a.k.a. EAP-TTLSv0) a EAP-TTLSv1. EAP-TTLSv0 je popsána v RFC 5281, EAP-TTLSv1 je k dispozici jako návrhová verze.

### EAP-IKEv2
EAP-IKEv2 je metoda EAP založená na Internet Key Exchange protokolu verze 2 (IKEv2). Zajišťuje vzájemné ověření a ustanovení klíče sezení mezi EAP peer a EAP serverem. Podporuje následující techniky ověřování:
- Asymetrický pár klíčů - veřejný/privátní pár klíčů, kde veřejný je obsažen v certifikátu a privátní klíč je znám vždy jen jedné straně.
- Hesla - bitový řetězec o nízké entropii, který je znám jak peeru, tak i serveru
- Symetrické klíče - bitový řetězec o vysoké entropii, který je znám jak peeru, tak i serveru

Je možné používat různé autentizace (a tím i techniky) v každém směru. Například, EAP server se bude autentizovat pomocí veřejného/privátního páru klíčů a EAP peer použije symetriký klíč. V praxi jsou používány tyto kombinace:
| EAP server            | EAP peer              |
| --------------------- | --------------------- |
| Asymetrický pár klíčů | Asymetrický pár klíčů |
| Asymetrický pár klíčů | Symetrický klíč       |
| Asymetrický pár klíčů | Heslo                 |
| Symetrický klíč       | Symetrický klíč       |

EAP-IKEv2 je popsán v RFC 5106. Prototyp implementace lze najít na stránce http://eap-ikev2.sourceforge.net.

### EAP-SIM
EAP pro GSM Subscriber Identity slouží k ověřování a distribuci klíče v Global System for Mobile Communications (GSM) Subscriber identity module (SIM).
EAP-SIM je definovaný v RFC 4186.

### EAP-AKA
EAP for UMTS Authentication and Key Agreement slouží k ověřování a distribuci klíče v Universal Mobile Telecommunications System (UMTS) Universal Subscriber Identity Module (USIM).
EAP-AKA je definovaný v RFC 4187.

### EAP-GTC
EAP Generic Token Card, nebo EAP-GTC, je metoda vytvořená firmou Cisco jako alternativa k PEAPv0/EAP-MSCHAPv2, definována v RFC 2284 a RFC 3748. EAP-GTC vyšle textovou zprávu z autentizačního serveru a jako odpověď přijde zabezpečený token. PEAP-GTC umožňuje autentizaci do databází jako třeba Novell Directory Service (NDS) a Lightweight Directory Access Protocol (LDAP).

### EAP-EKE
EAP s Encrypted key exchange, nebo EAP-EKE, je jednou z metod, které zajišťují bezpečnou vzájemnou autentizaci použitím krátkých hesel bez potřeby veřejného klíče. Tato metoda je specifikována v RFC 6124. Jedná se o 3 kolovou výměnu založenou na Diffie-Hellman variantě známého EKE protokolu.

## Zapouzdření
EAP není zprostředkující protokol; místo toho pouze definuje formát zpráv. Každý protokol, který používá EAP, pouze definuje jakým způsobem se provede zapouzdření zprávy.

### IEEE 802.1X
Zapouzdření EAP přes IEEE 802 je definované v IEEE 802.1X a známé jako "EAP over LANs" nebo EAPOL. EAPOL byl původně definován pro IEEE 802.3 ethernet v 802.1X-2001, ale byl předělán tak, aby vyhovoval
jiným IEEE 802 LAN technologiím např. IEEE 802.11 wifi a Fiber Distributed Data Interface (ISO 9314-2) v 802.1X-2004. EAPOL byl také upraven pro použití s IEEE 802.1AE (MACsec) aIEEE 802.1AR (Initial Device Identity, IDevID) v 802.1X-2010.

### PEAP
Protected Extensible Authentication Protocol, také známý jako Protected EAP nebo jednoduchý PEAP, zapouzdřuje EAP s potenciálním šifrovaným a autentizovaným Transport Layer Security (TLS) tunelem. Cílem je napravit nedostatky v EAP, protože EAP předpokládá chráněné komunikační kanály, jak fyzické, tak i komunikační.
PEAP byl společně vyvinutý společnostmi Cisco Systems, Microsoft a RSA Security. PEAPv0 byl obsažen v Microsoft Windows XP a definován v draft-kamath-pppext-peapv0-00. PEAPv1 a PEAPv2 byl definován v různých verzích draft-josefsson-pppext-eap-tls-eap. PEAPv1 je definovaný v draft-josefsson-pppext-eap-tls-eap-00 přes draft-josefsson-pppext-eap-tls-eap-05, a PEAPv2
definovaný ve verzích počínaje http://tools.ietf.org/html/draft-josefsson-pppext-eap-tls-eap-06.
Protokol specifikuje pouze řetězení EAP mechanismů, ale ne žádné konkrétní metody.

### PANA
Protocol for Carrying Authentication for Network Access (PANA) je to IP protokol, který umožňuje zařízení ověřit sama sebe se sítí a povolit přístup. Nedefinuje žádný autentizační protokol, distribuci a správu klíčů, pro to je určen EAP a PANA to pouze zprostředkuje. PANA umožňuje dynamický výběr zprostředkovatelů služeb a různé autentizační metody, proto je vhodná pro často cestující uživatele. Je nezávislá na mechanismy linkové vrstvy.